# 角打ち
角打ち （かくうち）とは、
1. 酒屋の店内において、その店で買った酒を飲むこと。また、それができる酒屋のこと。本記事ではこれについて記述する。
2. 上記の意味から派生して、安く飲むことができる立ち飲み屋を「角打ち」と表現することもある。
3. 枡で酒を飲むこと[注 1][注 2]。

## 語意・語源
酒を購入し、その場ですぐ飲むことのできる酒販店である。個人経営の小規模な店で、酒販店の一角にカウンターテーブルを備え、そこで飲むことができる形態が多い。サービスはなく、酒代は酒屋の販売価格のみとなる。そのため、食品衛生法における飲食店には該当しない。
語源は諸説あり定かではないが、「角打ち」の名称は「量り売りされた日本酒を、四角い枡の角に口をつけて飲むこと」、「酒屋の店の隅（角）で酒を飲むこと」などに由来すると言われる。類似した形態の店は、近畿では「立ち呑み」、東北地方では「もっきり」、鳥取県・島根県東部では「たちきゅう」と呼ばれる。

## 概要
「角打ち」とは、酒屋での立ち飲みを表す九州北部地方の言葉のひとつ（方言）であったが、角打ち発祥の地と言われる北九州地域において、工場や炭鉱、港湾等で働く労働者が、仕事帰りに酒屋で酒を飲んでいたことが「角打ち」として定着し、全国にその呼び方が定着していった。現在では広辞苑にも掲載されている。
酒屋での立ち飲み自体は、江戸時代の風俗画や俳諧等で表現されている。江戸時代には、一般的に「升（ます）飲み」「升酒」と言われていた。計量器の升がコップに代わってからは、コップ酒、コップ飲みに変わり、現在では升はコップからこぼれたお酒を受ける容器、意匠的な意味合いで主に使われている。
北九州地域では、酒屋で飲む角打ち文化が今でも脈々と続いており、福岡県北九州市内には、角打ちができる酒屋が150軒近くあった（2018年の推測数：下述の角打ち文化研究会調べ）。しかしコロナ禍が明けた2023年の調査では、「継続が確認できたのは7割にあたる65店」と大きく減少したことがわかった。
また、製鉄所などの配置転換等で、北九州地域から労働者の多くが移転した千葉県などの関東地方から、角打ちという言葉が全国に広がっていったと言われている。
1901年創業の官営八幡製鐵所に伴い発展した、当時の八幡市、戸畑市を中心とした北九州工業地帯では、24時間三交替で働く工夫が勤務明けに酒屋で飲んだことから、地域に広がっていったと伝えられている。
北九州市門司区の酒屋には、大正時代に国の特別輸出港として門司港が栄えていたころ、船の荷の積み降ろしを行う沖仲仕（おきなかし）などが仕事帰りに酒屋に立ち寄り、角打ちしたことが伝えられている。
北九州市出身の小説家・岩下俊作が北九州市小倉を舞台に描いた小説『富島松五郎伝』（映画『無法松の一生』の原作）には「労働者仲間には「角打」といって二、三人で酒屋でラッキョウやいり子を撮んで酒を飲むことがある。」との記載があり、小説が脱稿された1938年以前から「角打ち」という言葉が北九州地域では一般化されていたことがわかる。
角打ち発祥の地とされる北九州市にあるNHK北九州放送局では、廣瀬雄大アナが市内の角打ちのお店をお酒を飲みながら紹介する『角打ち放浪記』が放送されていた（前任の吉松欣史アナより引き続きの企画）。